# Lista de espécies invasoras em Portugal
Esta é uma lista de espécies invasoras em Portugal .  As espécies marcadas com um cruzamento (†) têm o estatuto legal de espécies invasoras (Decreto-Lei n.º 565/99 de 31 de Fevereiro).  Os restantes são considerados invasivos pelos investigadores em Portugal.

## Invertebrados
- Adelges piceae (bálsamo de lã adelgid) [1]
- Dispersus Aleurodicus (mosca branca em espiral) [2]
- Anguillicoloides crassus (verme da bexiga da nadada) [3]
- Aphis spiraecola (afídio de Spirea) [4]
- Ceratitis capitata (mosca do fruto do Mediterrâneo) [5]
- Chilo suppressalis (broca de arroz listrado) [6]
- Cinara cupressi (afídeo cipreste) [7]
- Corbicula fluminea (amêijoa-asiática) (†)
- Cryptotermes brevis (cupim em pó) [8]
- Eucalipto de Ctenarytaina (psilídeo de goma azul) [9]
- Deroceras invadens (lesma de vagabundo) [10]
- Elminius modestus (percebo-Australásiatico) [11]
- Eriocheir sinensis (caranguejo-peludo-chinês) (†)
- Frankliniella occidentalis (tripes das flores ocidentais) [12]
- Globodera rostochiensis (nematoide de cisto da batata amarela) [13]
- Icerya purchasi (escala de almofada de algodão) [14]
- Leptinotarsa decemlineata (besouro da batata do Colorado) (†) [15][16]
- Linepithema humile (formiga argentina) (†) [15][17]
- Lumbricus terrestris (minhoca comum) [18]
- Lysiphlebus testaceipes (†) [15]
- Opogona sacchari (mariposa de banana) [19]
- Pacifastacus leniusculus (lagostim-de-sinal) (†) [15][20]
- Paratrechina longicornis (formiga-maluca-longhorn) [21]
- Phoracantha semipunctata (longhorn australiano de eucalipto) (†) [15][22]
- Antipodar de Potamopyrgus (caracol de lama da Nova Zelândia) (†) [15][23]
- Procambarus clarkii (lagostim-vermelho do pântano) (†)
- Styela clava (tunicado asiático) [24]
- Thaumastocoris peregrinus (bicho-de-bronze) [25]
- Tricellaria inopinata[26]
- Vespa velutina (vespa-asiática) [27]

## Anfíbios
- Xenopus laevis rã-de-unhas-africana

## Répteis
- Chamaeleo chamaeleon (camaleão-comum) (†) [15][28]
- Lacerta dugesii (lagarto madeirense) (†) [15][29]

## Peixe
- Ameiurus melas (cabeça preta) (†) [15][30]
- Australoheros facetus (camaleon cichlid) (†)
- Cichlasoma facetum chanchito
- Carassius auratus (peixe-vermelho) (†)
- Cyprinus carpio (carpa comum) (†)
- Esox lucius (lúcio do norte) (†)
- Fundulus heteroclitus (fúndulo) (†)
- Gambusia holbrooki (gambúsia oriental) (†)
- Lepomis gibbosus (perca-sol) (†)
- Micropterus salmoides (achigã) (†)
- Oncorhynchus mykiss (truta arco-íris) (†) [15][31]
- Sander lucioperca (Sander lucioperca) (†) [15][32]
- Silurus glanis (siluro)

## Aves
Família Phasianidae
- francolim-negro Francolinus francolinus
- faisão-resplandecente Lophophorus impejanus
- Colchicus de Phasianus (†)

Família Anatidae
- cisne-negro Cygnus atratus
- pato-ferrão Plectropterus gambensis
- ganso-do-índico Anser indicus
- pato-de-rabo-alçado-americano Oxyura jamaicensis
- ganso-do-egipto Alopochen aegyptiacus

Família Psittacidae
- cacatua-de-goffin Cacatua goffini
- caturra Nymphicus hollandicus
- periquito-comum Melopsittacus undulatus
- papagaio-escarlate Eos bornea
- papagaio-cinzento Psittacus erithacus
- periquito-de-colar Psittacula krameri (†)
- periquito-monge Myiopsitta monachus
- periquito-da-guiné Poicephalus senegalus
- arara Ara sp.
- periquitão-de-cabeça-azul Aratinga acuticaudata
- periquito-de-cabeça-preta Nandayus nenday
- papagaio-da-patagónia Cyanollseus patagonus

Família Columbidae
- rola-do-senegal Streptopelia senegalensis
- rola-doméstica Streptopelia roseogrisea var. domestica ("s. risoria")
- rolinha-de-mascarilha Oena capensis
- rolinha-americana Columbina passerina

Família Pelecanidae
- pelicano-branco Pelecanus onocrotalus

Família Ciconiidae
- cegonha-de-bico-amarelo Mycteria ibis
- marabu-africano Leptoptilos crumeniferus

Família Threskiornithidae
- íbis-sagrado Threskiornis aethiopicus

Família Sturnidae
- estorninhos-metálicos Lamprotornis sp.
- mainá Acridotheres tristis
- mainá-de-crista Acridotheres cristatellus

Família Timaliidae
- rouxinol-do-japão leiothrix lutea
- zaragateiro-de-crista-branca garrulax leucolophus

Família Ploceidae
- tecelão-mascarado Ploceus velatus
- tecelão-de-dorso-malhado Ploceus cucullatus
- tecelão-de-cabeça-preta Ploceus melanocephalus
- pardal-de-bico-vermelho Quelea quelea
- Viúva-de-colar-vermelho ou viúva-negra - Euplectes ardens
- viúva-de-manto-amarelo Euplectes macrourus
- viúva-rabilonga Euplectes progne
- bispo-de-coroa-amarela Euplectes afer
- bispo-vermelho-de-asa negra Euplectes hordeaceus
- bispo-laranja Euplectes franciscanus
- bispo-vermelho Euplectes orix
- Cuculo de Ploceus (†)
- Euplectes afer (†)

Família Estrildidae
- Estrilda troglodytes (†)
- peito-celeste-de-face-carmim Uraeginthus bengalus
- Estrilda astrild (†)
- bico-de-lacre-cinzento Estrilda caerulescens
- faces-laranja Estrilda melpoda
- bico-de-lacre-de-uropígio-vermelho Estrilda rhodopyga
- bico-de-lacre-de-cauda-preta Estrilda troglodytes
- bico-de-lacre Estrilda astrild
- bengali-vermelho Amandava amandava (†)
- ventre-laranja Amandava subflava
- mandarim Taeniopygia guttata
- bico-de-chumbo-africano Lonchura cantans
- capuchinho-dominó Lonchura punctulata
- bico-de-chumbo-de-cabeça-preta Lonchura malacca
- bico-de-chumbo-de-cabeça-branca Lonchura maja
- pardal-de-java Padda oryzivora
- degolado Amadina fasciata
- Lonchura cantans (†)

Família Viduidae
- viúva-rabo-de-palha Vidua fischeri
- viúva-cauda-de-alfinete Vidua macroura

Família Fringillidae
- canário Serinus canaria

Fonte: 

## Mamíferos
- Mustela putorius (furão) [34]
- Vison de Neovison ( vison americano) [35]
- Rattus norvegicus (rato castanho) (†) [15]</ref>[36]
- Rattus rattus (rato preto) (†) [15][37]

## Plantas

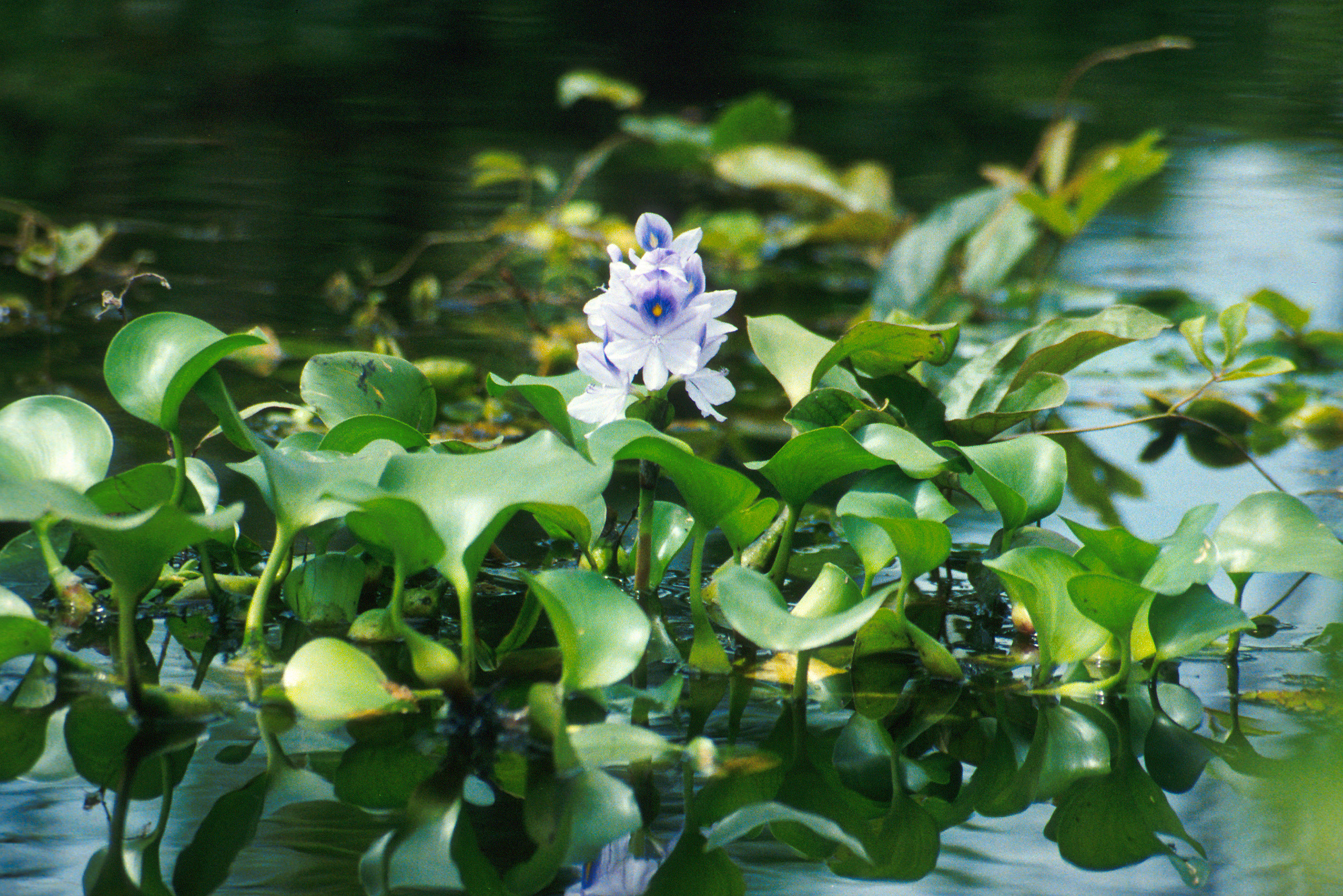
Jacinto-de-água 'nada nada de nadapes

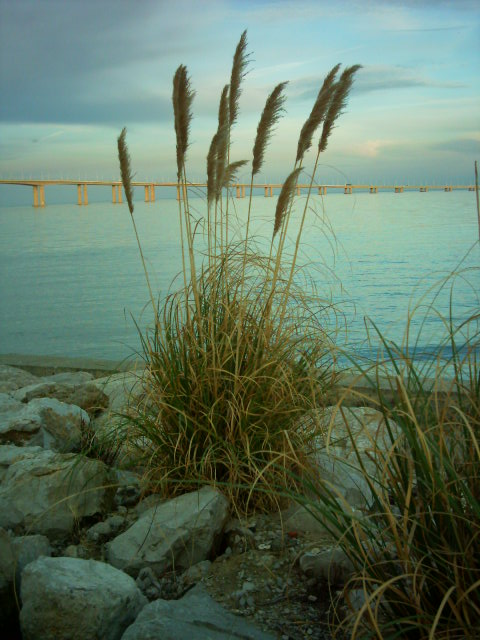
Erva-das-pampas crescendo subespontânea em Lisboa

- Acacia baileyana F.Muell[38]:119
- Acacia cyanophylla Lindley (=Acacia saligna (Labill.) H.L.Wendl.)[38]:119
- Acacia cyclops A.Cunn. ex G.Don[38]:119
- Acacia dealbata Link.[38]:119
- Acacia decurrens (J.C.Wendl) Willd.[38]:119
- Acacia karroo Hayne[38]:119
- Acacia longifolia (Andrews) Willd.[38]:119
- Acacia mearnsii DeWild.[38]:119
- Acacia melanoxylon R.Br. - from Australia[38]:119
- Acacia pycnantha[38]:119
- Acacia retinodes Schlecht[38]:119
- Agave americana L.[38]:119
- Ailanthus altissima (Miller) Swingle[38]:119
- Albizia lophanta (Willd.) Nielsen (=Paraserianthes lophanta (Willd.) Benth)[38]:119
- Arctotheca calendula (L.) Levins[38]:120
- Arundo donax L.[38]:120
- Azolla caroliniana Willd.[38]:120
- Azolla filiculoides Lam.[38]:120
- Carpobrotus edulis (L.)N.E.Br.[38]:121
- Conyza bonariensis (L.) Cronq.[38]:121
- Cortaderia selloana (J.A. & J.H. Schultes) Aschers & Graebner[38]:121
- Datura stramonium L.[38]:122
- Eichhornia crassipes (C.R.P..Mart.) Solms. Laub.[38]:122
- Elodea canadensis Mich.[38]:122
- Erigeron karvinskianus DC.[38]:122
- Eryngium pandanifolium Cham. & Schlecht[38]:122
- Eucalyptus globulus Labill[38]:122
- Galinsoga parviflora Cav.[38]:123
- Hakea salicifolia (Vent.) B.L.Burtt[38]:123
- Hakea sericea Schrader - Háquia-picante[38]:123
- Hedychium gardnerianum Sheppard ex Ker Grwal[38]:123
- Ipomoea acuminata (Vahl.) Roemer & Schultes[38]:123
- Lantana camara L. - Lantana[38]:124
- Myoporum tenuifolium G.Forster[38]:125
- Myriophyllum brasiliensis Camb.[38]:125
- Nicotiana glauca R.C.Grah.[38]:125
- Opuntia ficus-indica (L.) Miller[38]:125
- Oxalis pes-caprae L.[38]:125
- Pittosporum undulatum Vent.[38]:126
- Reynoutria japonica Houtt.[38]:126
- Ricinus communis L.[38]:126
- Robinia pseudoacacia L.[38]:126
- Salvinia molesta[38]:127
- Senecio bicolor (Willd.) Tod. subsp. cinerea (DC.) Chater[38]:127
- Sesbania punicea (Cav.) Benth.[38]:127
- Spartina densiflora Brongn.[38]:128
- Tradescantia fluminensis Velloso[38]:128

- Acacia baileyana F.Muell
- Acacia cyanophylla Lindley (=Acacia saligna (Labill.) H.L.Wendl.)
- Acacia cyclops A.Cunn. ex G.Don
- Acacia dealbata Link. - Mimosa
- Acacia decurrens (J.C.Wendl) Willd.
- Acacia karroo Hayne - Acácia
- Acacia longifolia (Andrews) Willd. - Acácia-de-espigas
- Acacia mearnsii DeWild. - Acácia-negra
- Acacia melanoxylon R.Br. - Austrália
- Acacia pycnantha
- Acacia retinodes Schlecht
- Agave americana L. - Piteira
- Ailanthus altissima (Miller) Swingle - Espanta-lobos, Árvore-do-céu
- Albizia lophanta (Willd.) Nielsen (=Paraserianthes lophanta (Willd.) Benth) - Albízia
- Arctotheca calendula (L.) Levins - Erva-gorda
- Arundo donax L. - Cana
- Azolla caroliniana Willd. - Azola
- Azolla filiculoides Lam. - Azola
- Carpobrotus edulis (L.)N.E.Br. - Chorão-das-praias
- Conyza bonariensis (L.) Cronq. - Avoadinha-peluda
- Cortaderia selloana (J.A. & J.H. Schultes) Aschers & Graebner - Erva-das-pampas
- Datura stramonium L. - Figueira-do-inferno
- Eichhornia crassipes (C.R.P..Mart.) Solms. Laub. - Jacinto-de-água
- Elodea canadensis Mich. - Estrume-novo
- Erigeron karvinskianus DC. - Vitadínia-das-floristas
- Eryngium pandanifolium Cham. & Schlecht
- Eucalyptus globulus Labill
- Galinsoga parviflora Cav. - Erva-da-moda
- Hakea salicifolia (Vent.) B.L.Burtt - Háquia-folhas-de-salgueiro
- Hedychium gardnerianum Sheppard ex Ker Grwal - Conteira (Açores)
- Hakea sericea Schrader - Háquia-picante
- Ipomoea acuminata (Vahl.) Roemer & Schultes
- Lantana camara L. - Lantana
- Myoporum tenuifolium G.Forster
- Myriophyllum brasiliensis Camb. - Pinheirinho-de-água
- Nicotiana glauca R.C.Grah.
- Opuntia ficus-indica (L.) Miller - Figueira da Índia
- Oxalis pes-caprae L. - Azedas
- Pittosporum undulatum Vent. Pitósporo-ondulado, Árvore-do-incenso, Incenso ou Faia-do-norte
- Reynoutria japonica Houtt.
- Ricinus communis L. - Rícino
- Robinia pseudoacacia L. - Falsa-acácia
- Salvinia molesta
- Senecio bicolor (Willd.) Tod. subsp. cinerea (DC.) Chater
- Sesbania punicea (Cav.) Benth.
- Spartina densiflora Brongn.
- Tradescantia fluminensis Velloso - Erva-da-fortuna, Tradescância